# Anisorhynchodemus woodassimilis
Anisorhynchodemus woodassimilis is een platworm (Platyhelminthes). De platworm is tweeslachtig. De soort leeft in of nabij zoet water.
De wetenschappelijke naam van de soort werd in 2003 gepubliceerd door Kawakatsu, Froehlich, Jones, Ogren & Sasaki. Voor deze soort was de naam Platydemus assimilis Wood, 1926 gangbaar. In 2003 verplaatsten Kawakatsu, Froehlich, Jones, Ogren & Sasaki de soort naar het geslacht Anisorhynchodemus, een vergaarbak voor moeilijk plaatsbare soorten. Omdat ze op hetzelfde moment ook Rhynchodemus assimilis Geba, 1909 in dat geslacht plaatsten, gaven ze deze soort het nomen novum woodassimilis.